# 松塩広域農道

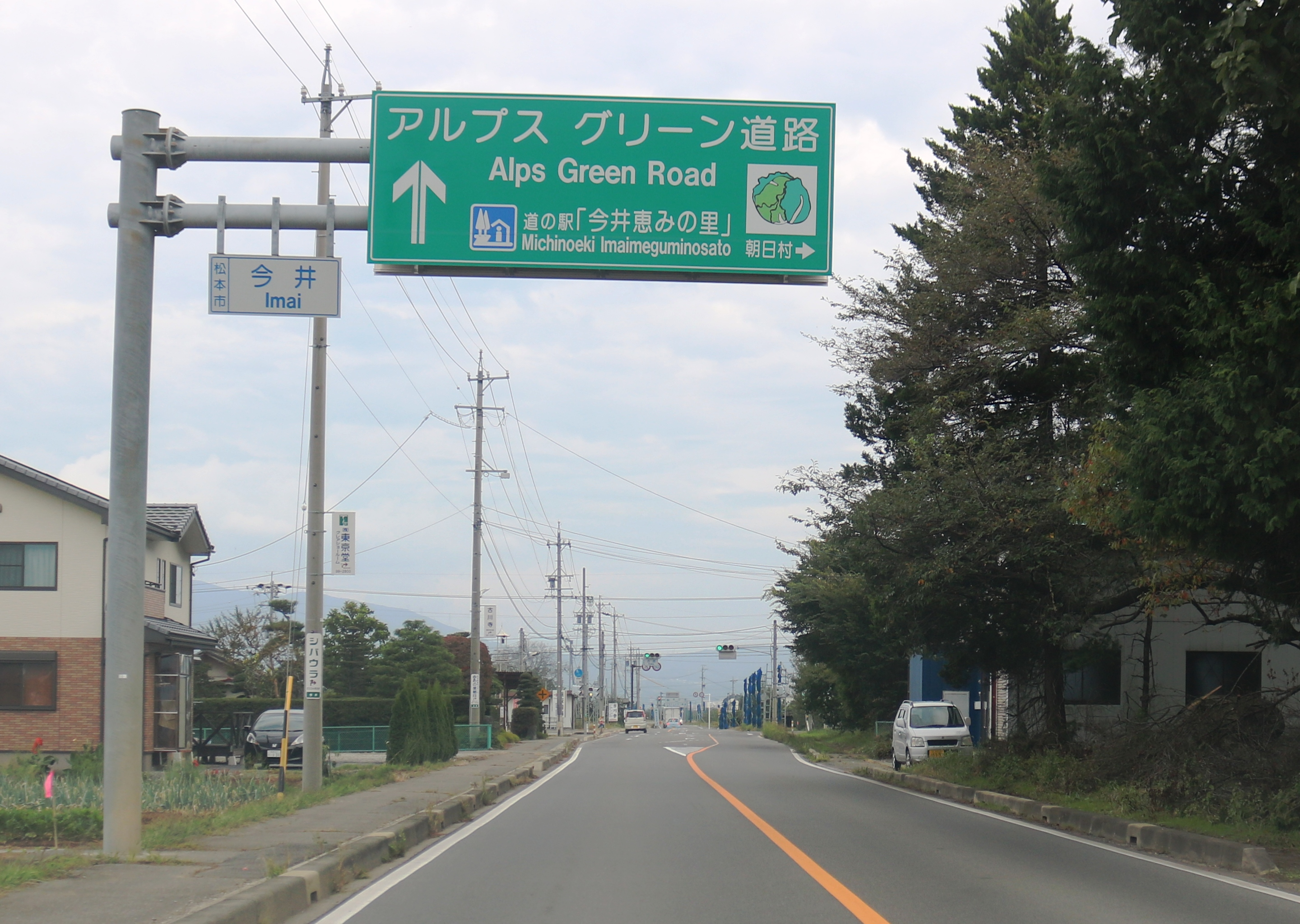
松塩広域農道（アルプスグリーン道路）、長野県松本市今井にて

松塩広域農道（しょうえんこういきのうどう）、アルプスグリーン道路は、長野県松本市から山形村を経由し塩尻市に至る広域農道。長野県市町村対抗駅伝競走大会のコースにもなっている。

## 概要
- 距離 : 9.7km
- 起点 : 長野県松本市今井、川西交差点（長野県道48号松本環状高家線交点）
- 終点 : 長野県塩尻市洗馬、大田橋西交差点（長野県道292号御馬越塩尻停車場線≒日本アルプスサラダ街道交点）
- 車線数 : 2車線
- 道路指定：松本市道、山形村道、長野県道298号線土合松本線、塩尻市道

## 交差している道路
- 長野県道48号松本環状高家線（松本市今井、川西交差点、新松本臨空工場団地前、起点）
- 長野県道25号塩尻鍋割穂高線（山形村、サラダ街道ショッピングセンター前、山形境交差点）
- 長野県道298号土合松本線（松本市今井、保育園南交差点）
- 長野県道292号御馬越塩尻停車場線≒日本アルプスサラダ街道（塩尻市洗馬、大田橋西交差点、終点）

## 沿線
- 起点周辺は新松本臨港工業団地があり工場が見られるが、すぐにりんご畑の中を南へ突き進む。
- 山形村に入るとすぐにイオンタウン信州山形（旧・サラダ街道ショッピングセンター）が見られ、直後に東へ大きくカーブする。その後、鎖川を渡り松本市今井地区の中心部を通る。
- 道の駅今井 恵みの里
- しばらくすると、これまで東へ向かっていた道路が南東方向へと進路を変える。周辺はレタス畑が広がっている。この地区（塩尻市洗馬）は高原野菜で有名な地区。
- 奈良井川に近くなると川に沿うように、南へと進路を変える。山が近くなり大田橋が見えたら終点。